# Muehlenbeckia adpressa
Muehlenbeckia adpressa är en slideväxtart som först beskrevs av Jacques-Julien Houtou de La Billardière, och fick sitt nu gällande namn av Meissner. Muehlenbeckia adpressa ingår i släktet sliderankor, och familjen slideväxter. Inga underarter finns listade i Catalogue of Life.